# Киселёв, Леонид Иванович
Леони́д Ива́нович Киселёв (2 апреля 1922, с. Деменьково, Иваново-Вознесенская губерния, СССР — 30 июля 1990, Алма-Ата, КазССР, СССР) — советский учёный, доктор геолого-минералогических наук (1977), Заслуженный деятель науки КазССР (1982), Лауреат Государственной премии СССР в области науки и техники (1970).

## Биография
В 1944 году окончил Московский геолого-разведочный институт.
В 1944—1963 годах начальник отряда, начальник партии, главный геолог Западно-Казахстанского геологического управления, в 1963—1967 годах начальник отдела геологического картирования Министерства геологии КазССР, с 1967 года заведующий отделом, заведующий лабораторией Казахского НИИ минерального сырья. В 1977 году защитил докторскую диссертацию на тему «Мезозойские латеритные коры выветривания и элювиальные бокситы Западного Казахстана».
Внёс значительный вклад в развитие геолого-съёмных работ, в исследование рудоносности г. Мугалжар. Установил значительные перспективы Казахстана на новый тип латеритных бокситов. Лауреат Государственной премии СССР в области техники (1970). Награждён орденом Трудового Красного знамени, орденом Труда (Республика Албания), медалями.
Основатель нового научного направления по палеоландшафтным методам изучения бок сито носкости платформ областей. Некоторые работы:
- Латериты Западного Казахстана. — А., 1974;
- Бокситорудные формации // Металлогения Казахстана. — А., 1978[1].